# Тей (озеро)
Тей (в'єт. Hồ Tây, Західне озеро) — прісноводне озеро у північному В'єтнамі. Озеро розташоване на північному заході центральної частини Ханоя. Озеро Тей має площу 5,3 км² і берегову лінію довжиною 17 км. Раніше озеро було частиною річки Хонгха, після зміни русла стало частиною стариці річки, поступово перетворюючись в озеро.
На маленькому острові в середині озера знаходиться пагода Чанкуок, найстаріша пагода В'єтнаму, побудована в VI столітті. Поруч з цією пагодою знаходиться храм Куан-Тхань, один з чотирьох священних храмів стародавнього Ханоя.
Озеро є популярним місцем відпочинку для жителів міста і туристів, на берегах озера розташовані готелі, в тому числі і Шератон-Ханой, а також безліч ресторанів.

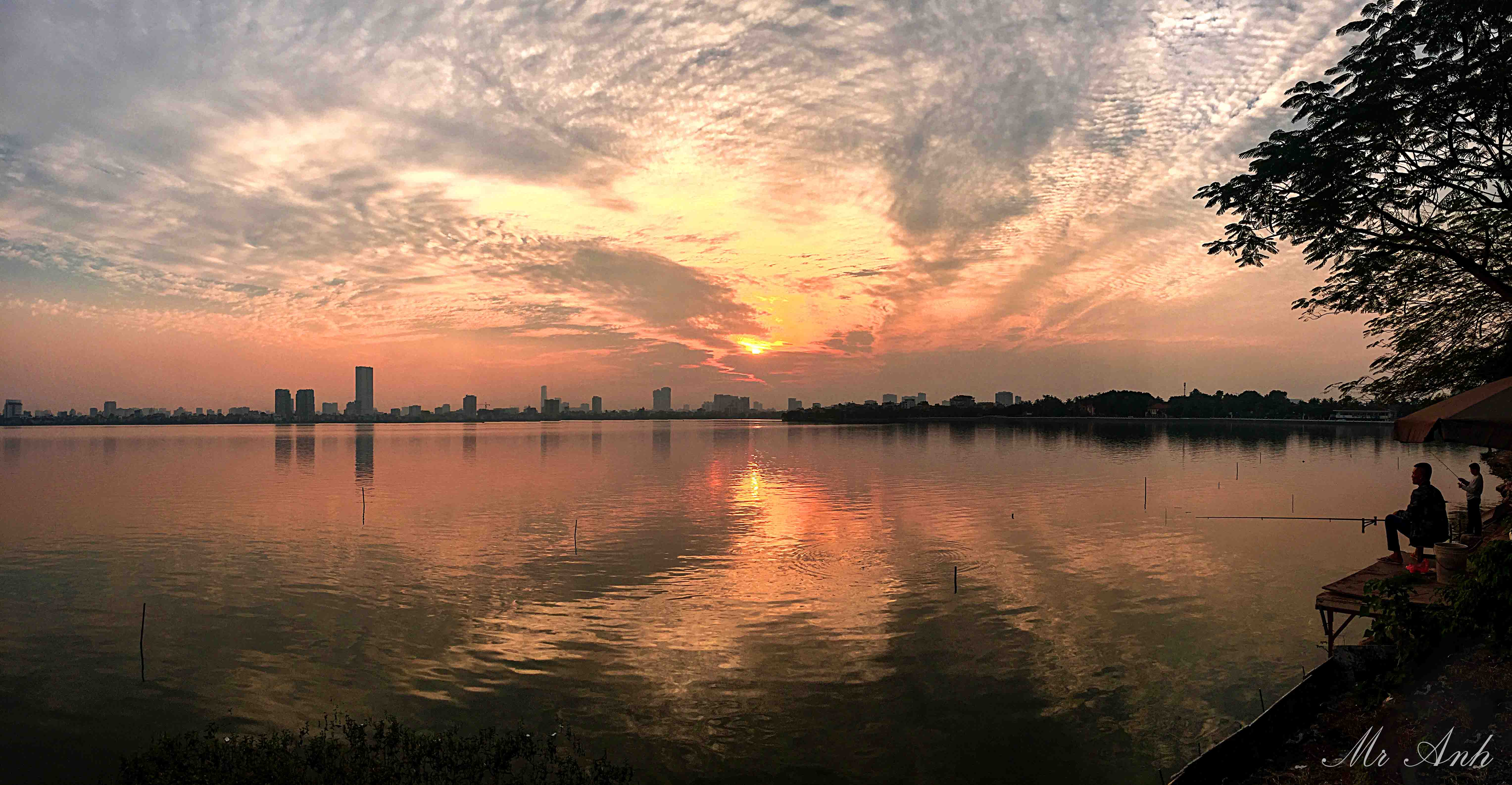
Захід сонця над озером
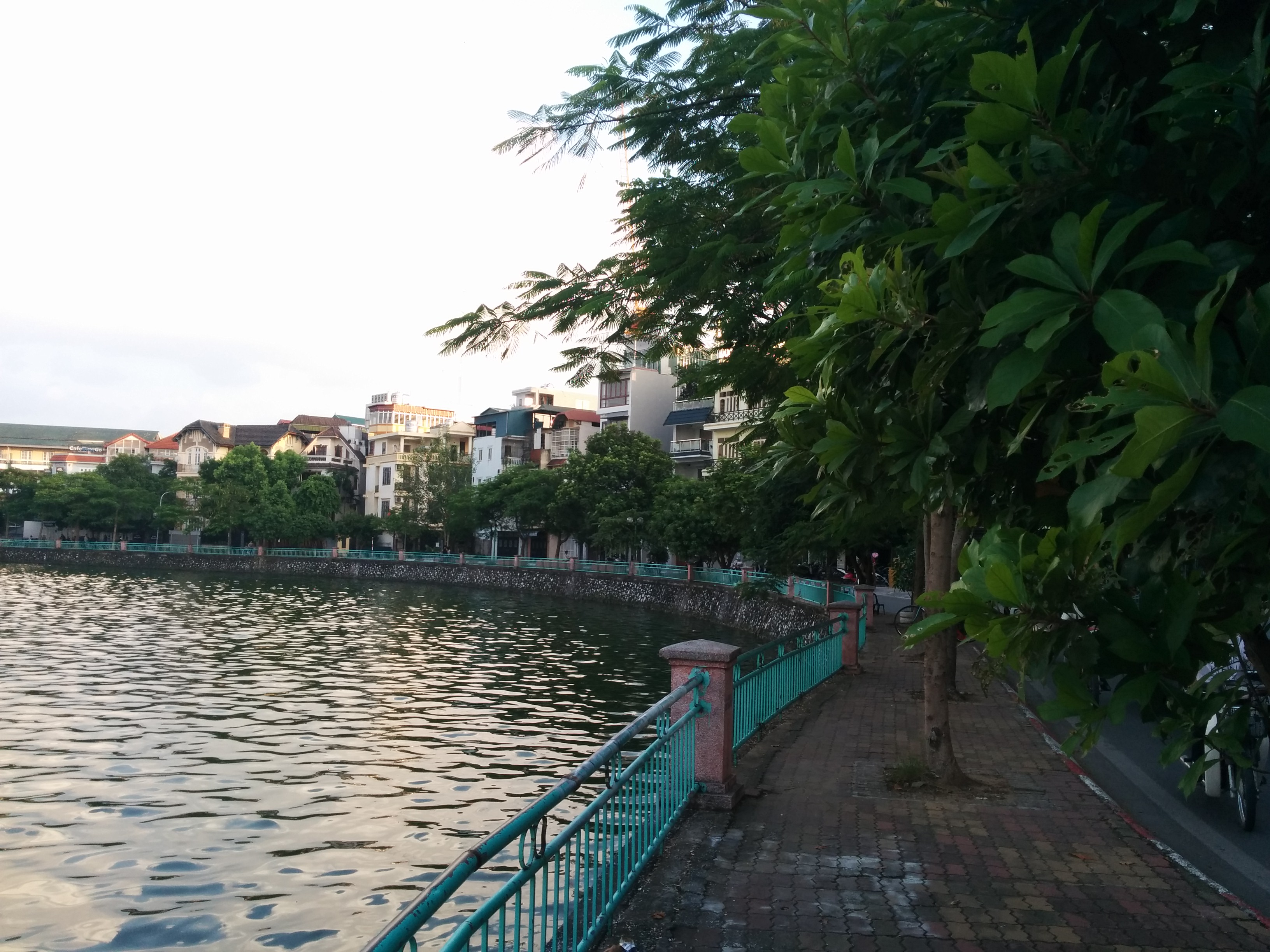
Набережна
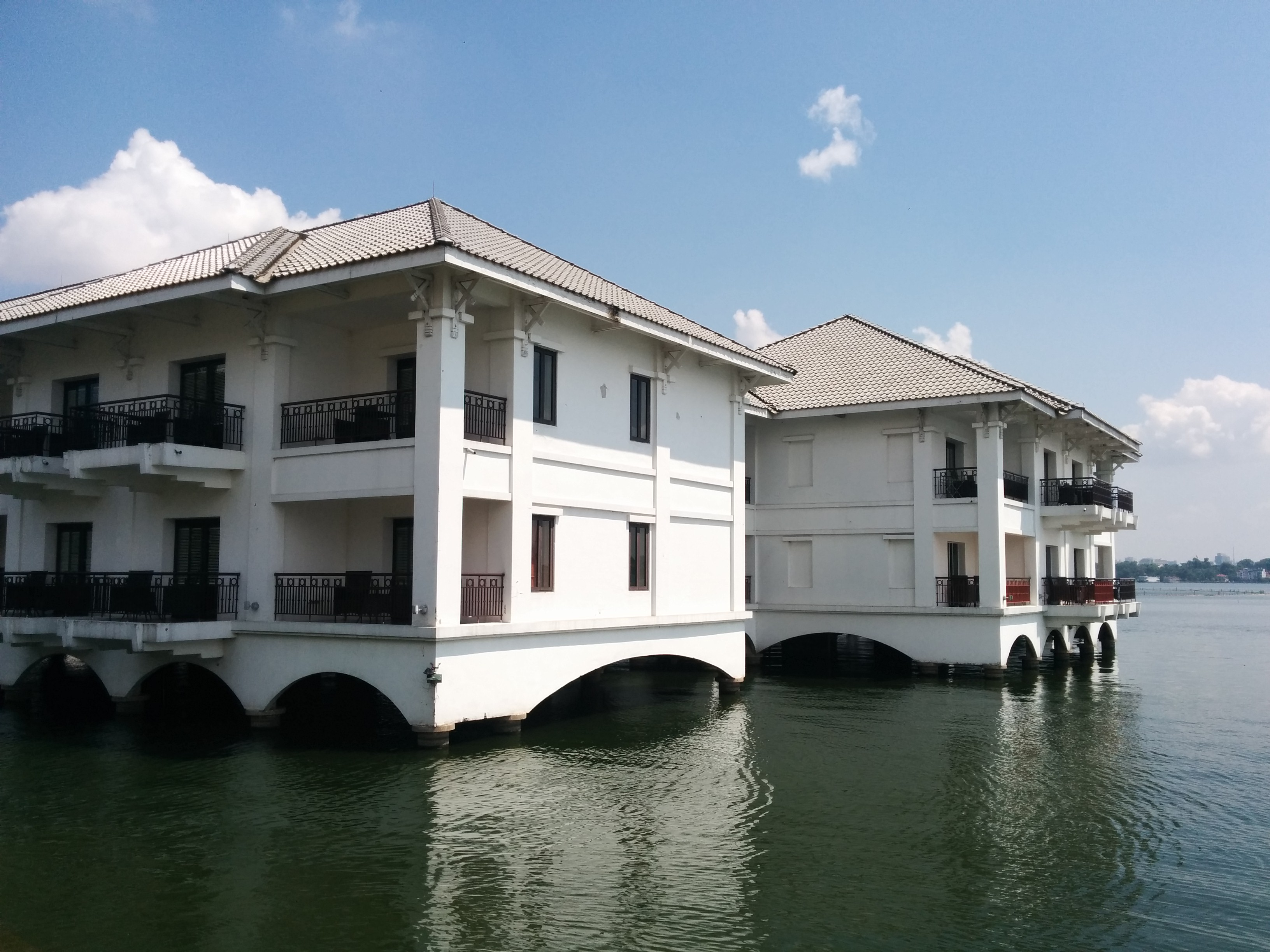
Будинки на палях
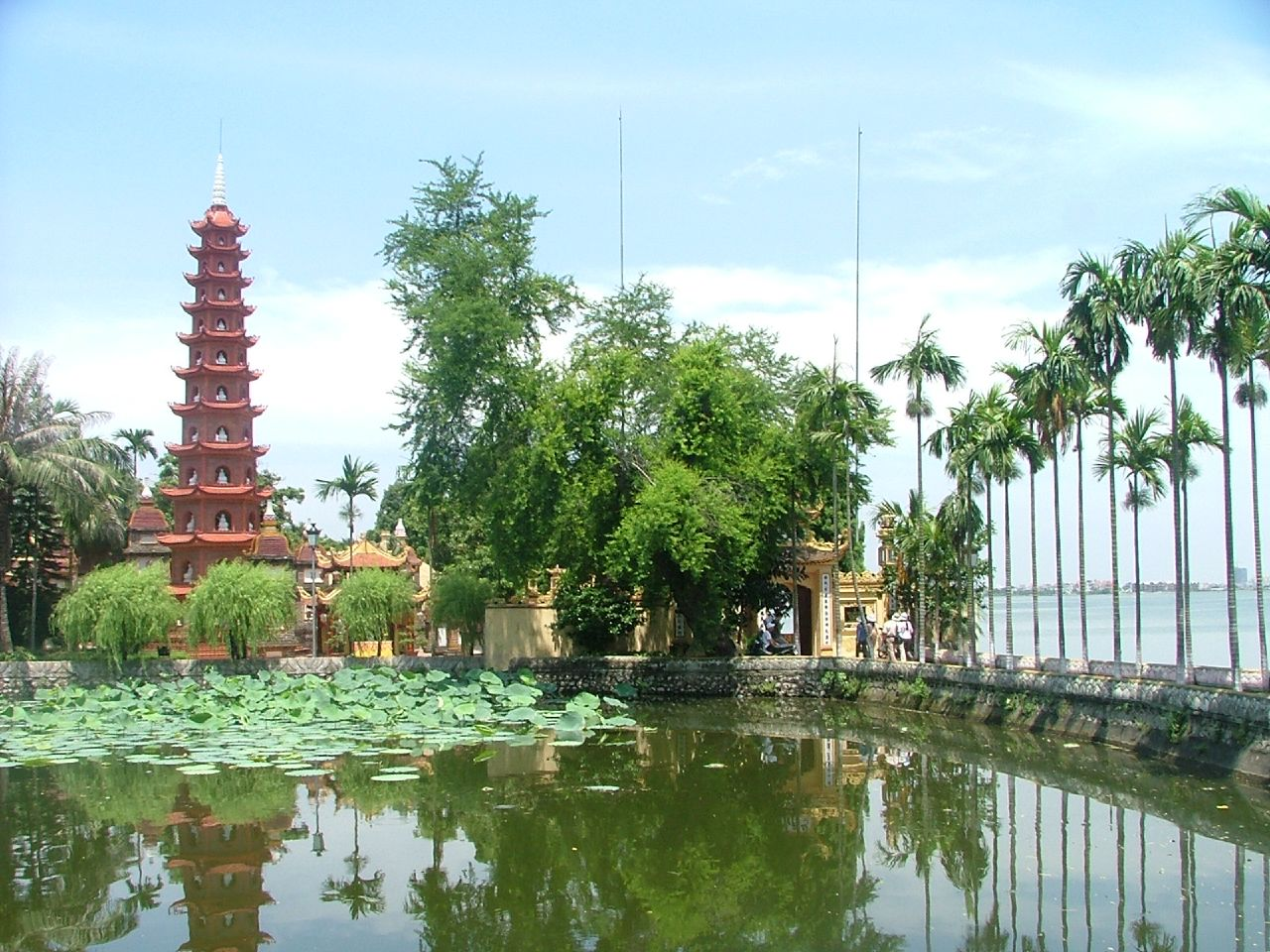
Пагода Чанкуок
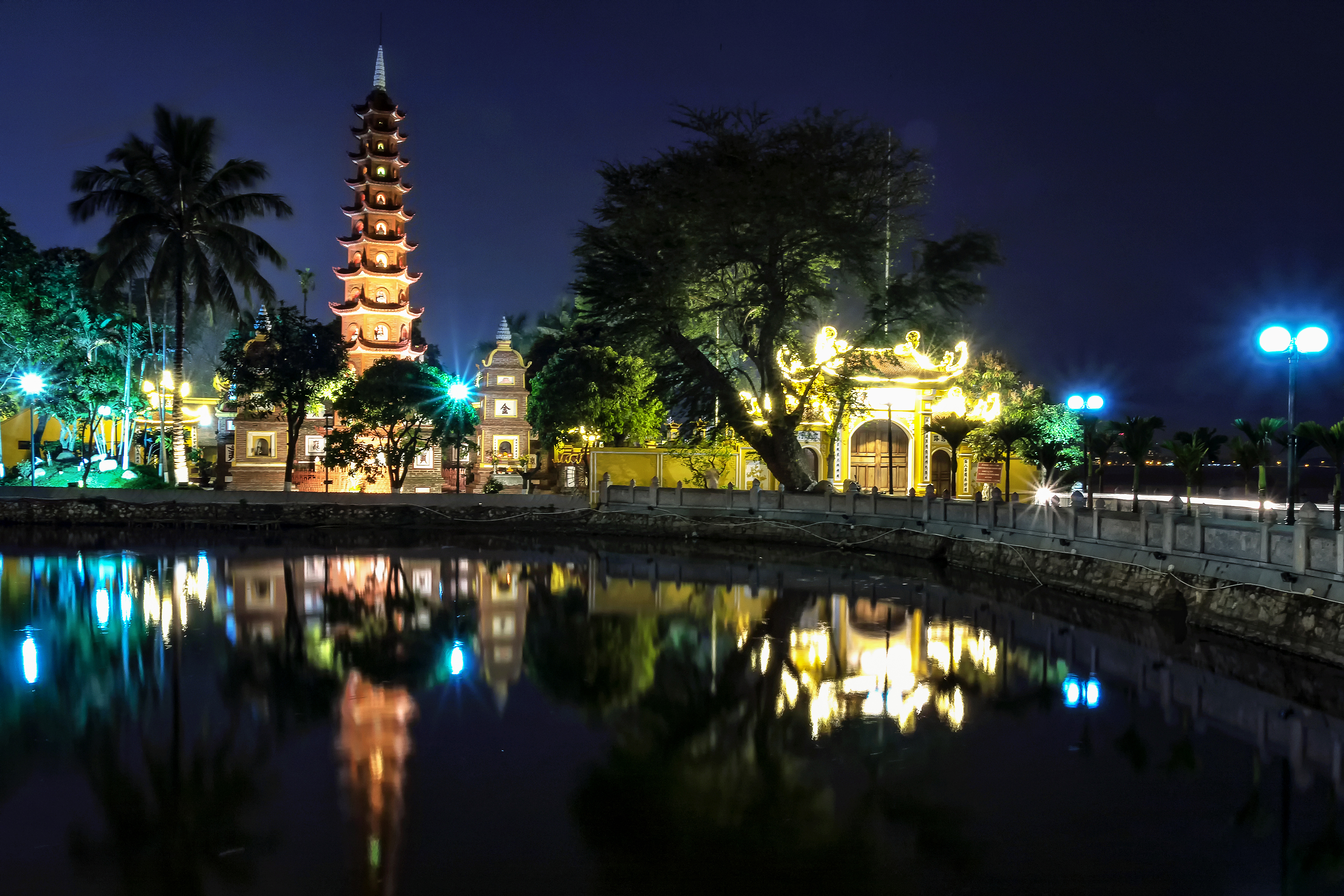
Пагода Чанкуок вночі
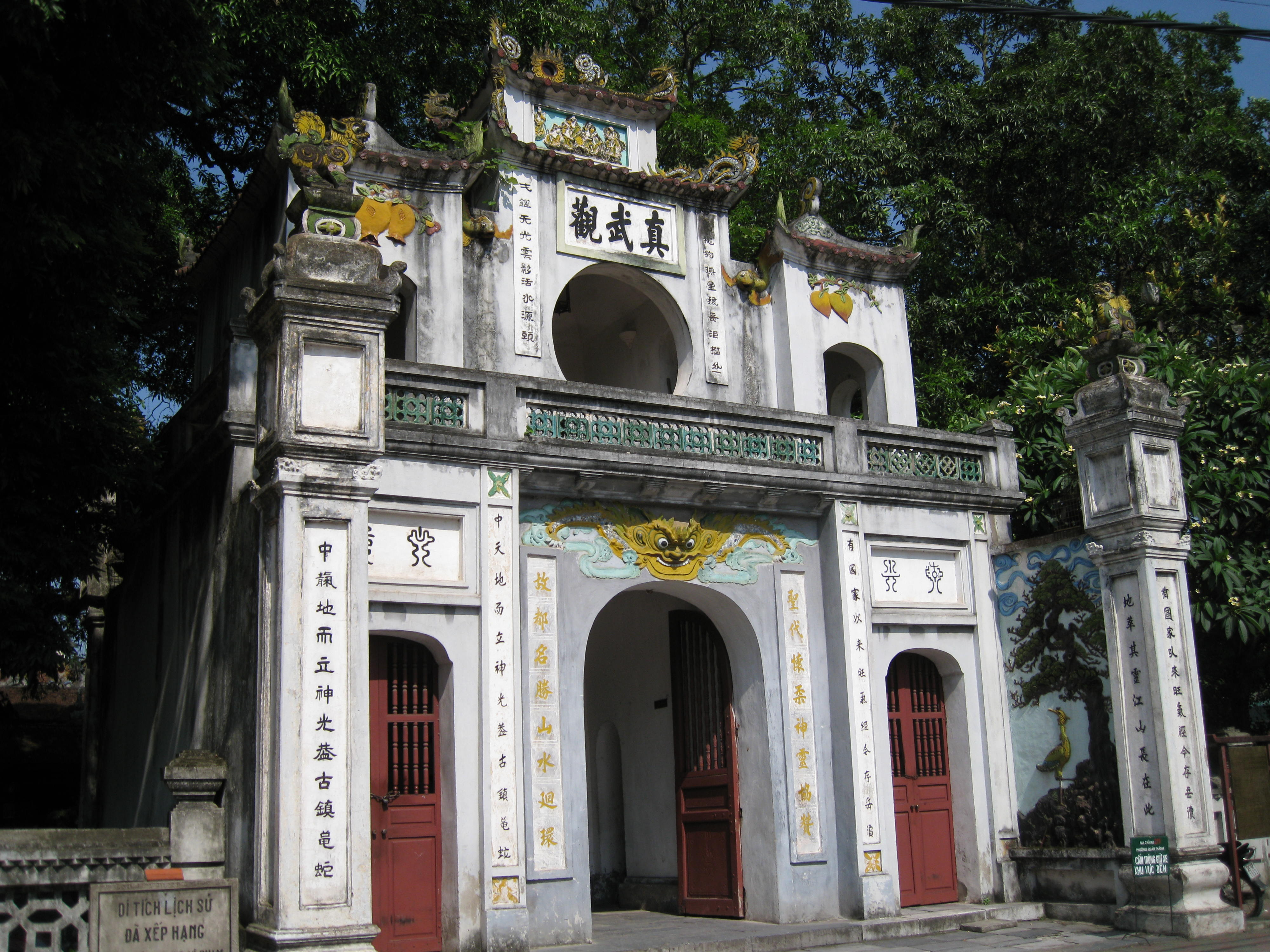
Храм Куан-Тхань